# Groupe Holmarcom
Holmarcom Group est un groupe familial marocain englobant plusieurs entreprises. Il est présent dans le domaine de la Finance, de l'Immobilier, de la Distribution, l'Industrie et de l'Agriculture.
Holmarcom détient notamment Crédit du Maroc, Mass Céréales Al Maghreb, Atlanta Assurances, les eaux minérales Oulmès, Sidi Ali, et Air Arabia.
La holding appartient à la famille Bensalah.
Le groupe est dirigé par Mohamed Hassan Bensalah, appuyé par ses sœurs Miriam Bensalah-Chaqroun, Kenza Bensalah et Fatima-Zahra Bensalah.

## Historique
Fondé par Abdelkader Bensalah, le groupe a connu une nouvelle dynamique de croissance avec l’arrivée à sa tête de Mohamed Hassan Bensalah en 1993.

### De l’eau aux assurances
Dans les années 1970, Abdelkader Bensalah, met le groupe sur la voie du succès. Il ne se contente pas d’acquérir des participations dans de nombreuses sociétés mais fait de la politique de diversification son cheval de bataille en reprenant Les Eaux Minérales d’Oulmès, le comptoir métallurgique marocain, Orbonor Textile et Orbonor céréales.

### Restructuration du Groupe
Après le décès de Abdelkader Bensalah en 1993, son fils Mohamed Hassan Bensalah prend les rênes du Groupe en tant que Président-directeur général.
Il pérennise le patrimoine familial en restructurant profondément notamment à travers la mise en place de plusieurs alliances et partenariats.

## Dates-clés
- 1971 : Acquisition des Eaux Minérales d'Oulmès.
- 1974 : Acquisition de la Compagnie Atlanta et du Comptoir Métallurgique Marocain.
- 1978 : Création de la Holding Holmarcom.
- 1997 : Lancement de Régional Air Lines.
- 1999 : Acquisition de Sanad.
- 2001 : Création de Orbonor Céréales.
- 2003 : Réintroduction de Pepsi sur le marché Marocain.
- 2006 : Acquisition de Somathes[3].
- 2007 : Introduction en Bourse de Atlanta.
- 2009 : Lancement de Air Arabia Maroc.
- 2009 : Démarrage de l’activité de Mass Céréales Al Maghreb au port de Casablanca.
- 2009 : Lancement de l’enseigne Meubles Atlas.
- 2010 : Lancement du projet Immobilier Captingis.
- 2010 : Lancement des projets immobiliers « Manazil Développement ».
- 2010 : Prise de participation dans le capital de Radio Plus.
- 2011 : Lancement de l’activité de Yellowrock.
- 2011 : Lancement de l’activité des Huiles d’Olives de la Méditerranée.
- 2013 : Lancement d’un projet immobilier au Sénégal.
- 2015 : Acquisition de Juice & Nectar Partner
- 2015 : Acquisition d’Environnement Eau Technologie au Bénin
- 2016 : Acquisition de Dénia Holding
- 2020 : Lancement de l’activité de téléPLUS[4]
- 2020 : Fusion de Atlanta Assurances et Sanad Assurances pour donner naissance à AtlantaSanad Assurance
- 2022 : Acquisition de Crédit du Maroc[5]

## Instances de gouvernance
Le groupe Holmarcom est piloté par un conseil d'administration dont le Président Directeur Général est Mohamed Hassan Bensalah.
Le conseil d'administration de Holmarcom analyse et fixe les grandes orientations de la politique du groupe et oriente ses décisions stratégiques et financières.

## Pôles d’activité
Holmarcom est un groupe familial marocain, qui opère à travers 4 pôles d’activité : Finance, Agro-Industrie, Distribution et Logistique & Immobilier. Avec un chiffre d’affaires consolidé de 9337 millions de dirhams en 2019, le groupe Holmarcom affiche une croissance annuelle continue.
Depuis sa création, le groupe Holmarcom a fait le choix stratégique de la diversification à travers l’acquisition et la création de plusieurs entreprises intervenant dans plusieurs secteurs d’activité.  Acteur actif de l’économie marocaine, le Groupe constitue un ensemble cohérent, ancré dans 4 pôles d’activités par l’intermédiaire de ses filiales.

### Finance
Dans ce secteur stratégique de l’économie marocaine, le groupe y déploie une présence diversifiée et active. Ainsi, il est présent dans le secteur des assurances à travers la compagnie d’assurance et de réassurance AtlantaSanad Assurance et le cabinet de courtage CPA.
En outre, Holmarcom détient un important portefeuille de participations financières dans des institutions de renom agissant dans différents secteurs de la scène économique et financière marocaine.

### Agroindustrie
Le groupe est détenteur de sociétés industrielles leadeurs sur les marchés des eaux, du thé et de la biscuiterie, disposant de marques à forte notoriété et légitimité historique.  
Holmarcom exploite également d'importants domaines agricoles dont la gestion s'appuie sur une technologie de pointe. 

### Distribution et logistique
Le groupe Holmarcom  investit dans le secteur du négoce et de la distribution de biens d’équipement électroménager et industriel.
Le groupe poursuit la diversification de son activité dans ce secteur en s’attaquant également à l’exploitation de terminaux de déchargement et de stockage de céréales,.

### Transport aérien
Après le lancement de la Régional Air Lines, première compagnie aérienne privée du Maroc, le groupe s’est lancé dans l’aventure low cost à travers Air Arabia Maroc.

### Immobilier
Le groupe Holmarcom intervient depuis plusieurs années dans le secteur de l'immobilier et ce, à travers des projets réalisés dans différentes régions du Royaume du Maroc. Il a lancé en 2013 un projet immobilier au Sénégal,.

### Médias
Le groupe Holmarcom est également présent dans les médias.
Radio Plus a été créée en 2006 et a été reprise par Holmarcom en 2010. La radio s'est depuis déployée sur d'autres bassins d'audience : Casablanca, Fès et Khouribga. En ajoutant une radio dynamique et ambitieuse au pool, Holmarcom Group fait une percée dans un nouveau domaine d'activité et contribue au développement du secteur des médias au Maroc.
En 2019, il aurait ainsi fait passer le capital de Radio Plus de 1 à 144 millions de dirhams pour épurer des pertes estimées à 133 millions de dirhams, le groupe s’est lancé dans l'aventure digital en 2020 à travers téléPLUS après la chute de la radio, une opération de sauvetage pour se débarrasser du bébé et de l’eau du bain.